# ويليام ماكسويل
ويليام ماكسويل (بالإنجليزية: William Maxwell)‏ (21 سبتمبر 1876 في المملكة المتحدة - 14 يوليو 1940 ببرستل في المملكة المتحدة) هو مدرب كرة قدم ولاعب كركيت ولاعب كرة قدم بريطاني (وحمل سابقاً جنسية المملكة المتحدة لبريطانيا العظمى وأيرلندا) في مركز الهجوم. شارك مع منتخب اسكتلندا لكرة القدم. أما مع النوادي، فقد لعب مع ستوك سيتي ونادي بريستول سيتي ونادي دندي ونادي سندرلاند ونادي ميلوول وهارت أوف ميدلوثيان ونادي لانارك الثالث ونادي اربوراث ورابطة كرة القدم الاسكتلندية الحادية عشر ‏.

## وصلات خارجية
- ويليام ماكسويل على موقع الاتحاد الإسكتلندي (الإنجليزية)
- ويليام ماكسويل على موقع قاعدة بيانات كرة القدم.إي يو (الإنجليزية)
- ويليام ماكسويل على موقع ناشيونال فوتبول تيمز (الإنجليزية)
- ويليام ماكسويل على موقع عالم كرة القدم.نت (الإنجليزية)
- ويليام ماكسويل على موقع أوليمبيديا (الإنجليزية)